# Prevenció i tractament de la COVID-19
La prevenció i tractament de la COVID-19 inclou seguir mesures d'higiene adequades, com rentar-se les mans sovint amb aigua i sabó, evitar aglomeracions i contacte amb persones que es troben malaltes, i vacunar-se quan es tingui accés a la vacuna. En cas de patir símptomes de COVID-19, com febre, tos de coll, cansament o dificultat per respirar, és important contactar amb un metge o amb un servei de salut pública per rebre orientació i possible tractament. En casos més greus, pot ser necessari hospitalitzar al pacient i utilitzar teràpies específiques per a la COVID-19, com ara l'oxigenoteràpia o els medicaments antivirals.

## Prevenció de la COVID-19
Maneig del brot
Una part clau de les actuacions en el brot d'una malaltia infecciosa és optimitzar totes les estratègies per disminuir-ne el pic epidèmic, conegut com a aplanament de la corba epidèmica. Això ajuda a disminuir el risc que els serveis de salut es vegin desbordats —col·lapsats— i proporciona més temps per desenvolupar una vacuna i un tractament. El distanciament social i l'aïllament de les poblacions infectades pot contenir l'epidèmia. Alhora és fonamental el rastreig de les persones infectades i de tants dels seus contactes com sigui viable i possible. En aquest sentit, cal fer-los proves com les PCR, i de tal nanera que els resultats d'aquestes proves puguin obtenir-se de la manera més ràpida possible.
Mesures preventives
Algunes organitzacions internacionals, com la OMS, han publicat mesures preventives per reduir la transmissió del virus. Són similars a les que s’han recomanat per prevenir la infecció per altres coronavirus i inclouen:
Si ha d'esternudar segueixi aquestes recomanacions:
- Renti’s sovint les mans amb aigua i sabó.
- Quan tussi o esternudi, cobreixi’s la boca i el nas amb la fosa cubital (la concavitat que forma la cara interna del braç en flexionar-lo pel colze).
- Mantingui almenys 2 metres o 1,5 metres —sobretot mai menys d'1 metre— de distància de les altres persones, «particularment també aquelles que tussin, esternudin i tinguin febre».
- Eviti tocar-se els ulls, el nas i la boca.
- Vagi al metge en cas de febre, tos i dificultats per respirar, telefonant amb antelació si es troba en qualsevol zona on s’està propagant el virus o si les han visitat en els últims 14 dies.
- Quedi’s a casa si comença a trobar-se malament, encara que es tracti de símptomes lleus com cefalea i rinorrea lleu, fins que es recuperi si es troba en zones on s’està propagant el virus o si se les han visitat en els últims 14 dies.[2]

Per tal de reduir les possibilitats d'infectar-se, les organizacions sanitàries recomanen evitar el contacte proper amb persones malaltes; rentar-se les mans sovint amb aigua i sabó; no tocar-se els ulls, el nas o la boca amb les mans sense rentar; i practicar una bona higiene respiratòria.
Es recomana a les persones que ja estiguin infectades que es quedin a casa, excepte per rebre atenció mèdica, trucar amb antelació abans de visitar un proveïdor d'atenció mèdica, usar una mascareta facial (especialment en públic), tapar la tos i els esternuts amb un mocador tipus kleenex (de paper d'un sol ús), rentar-se les mans regularment amb aigua i sabó, i evitar compartir articles personals de la llar. Depenent de la legislació de cada país, el contagi intencionat del virus està penat d'acord amb l'ordenamient jurídic del lloc on pugui ocórrer el delicte.
Actualment (2 d'abril de 2020 — 23 de juliol de 2020) no existeix encara vacuna.
El govern de Hong Kong advertí a qualsevol persona que viatgi fora de la ciutat que no toqui animals; no mengi carn de caça; i eviti visitar mercats humits, mercats d'aus vives i granges. No hi ha evidència que les mascotes, com gossos i gats, puguin infectar=se. El govern de la Xina ha prohibit el comerç i el consum d'animals salvatges.
Per als proveeïdors d'atenció mèdica que cuiden algú que pugui estar infectat, es recomanen precaucions estàndard, precaucions de contacte i precaucions contra els virus transmesos per l'aire, així com portar protecció ocular.

## Vacunes
Hi ha en marxa, a marxes forçades, diverses investigacions sobre vacunes contra la COVID-19:
Des del moment en què la OMS (Organización Mundial de la Salut) va declarar el brot de coronavirus com a pandèmia, els projectes de vacuna han proliferat arreu del món. Amb data 19 de juliol de 2020, el 14 de juliol la mateixa OMS informa que li consten 140 projectes que ja han aconseguit trobar un candidat a vacuna i que es troben en fase preclínica. A més, n’hi ha 23 més que ja l'han superada i que es troben en fase clínica amb proves en persones.
Hi ha uns quants projectes de vacuna que actualment es duen a terme en laboratoris espanyols. Són, entre d'altres —que afegirem—, els següents:
- L'Institut d'Investigacions Biomèdiques August Pi i Sunyer (IDIBAPS) - Hospital Clínic de Barcelona és qui coordina un projecte que recorre a ARN per poder induir la producció d'anticossos cap al SARS-CoV-2 i que ha de ser coformulat amb nanopartícules. El seu objectiu és ja poder fer assajos clínics aquest mateix any, tot i que encara no han iniciat les seves proves amb animals.
- El projecte CoviNanoVax, de la Universitat Ramón Llull, cerca l'obtenció d'una vacuna de microARN basada en nanopartícules polimèriques dirigides a las cèl·lules dendrítiques. Amb el propòsit que aquestes mateixes partícules puguin ser capaces d'encapsular material genètic i transportar la vacuna fins a arribar cap a les cèl•.
- Un consorci —format per l'IrsiCaixa (Institut d'Investigación de la Sida), el Barcelona Supercomputing Center i el Centre d'Investigació en SanitatAnimal de l'Institut d'Investigació i Tecnologia Agroalimentàries— pretén aconseguir fer vacunes mitjançant VLP (Virus-Like Particles, en anglès), proteïnes virals derivades de les proteïnes estructurals d'un virus, sense capacitat infectiva.
- La Universitat de Santiago de Compostel·la coordina el desenvolupament de dos projectes de vacuna, i que són els següents: un projecte de vacuna basada en l'ARN missatger, amb la particularitat que empra vectors peptídics per transportar material genètic; i un altre projecte —en aquest segon cas, en el Centro Singular d'Investigación en Química Biolóxica e Materiais Moleculares (CiQUS)— que pretén fer una vacuna sobre la base d'un nou mètode que indueix que les cèl·lules fabriquin partícules en les quals es puguin introducir els antígens vírics, que siguin capaços d'estimular el sistema inmune.
- La Fundación Miguel Servet - Navarrabiomed és qui lidera el desenvolupament de plataformes de vacunes contra el SARS-CoV-2, amb l'objectiu de la millora de l'enginyeria de possibles vacunes. Té en marxa els dos projectes següents: un projecte consistent a inocular les proteïnes del coronavirus per mitjà d'un adjuvant, mentre que l'altre projecte fa servir un vector viral (lentivector). Els assajos clínics s’iniciaran d'aquí a un any.
- L'Instituto Nacional d'Investigación y Tecnología Agraria y Alimentaría (INIA) coordina un projecte que es basa en un vector vacunal (MVA) a base de plàsmids adaptats i insercions dobles en el genoma. Té l'objectiu de fer servir un vector atenuat derivat de la vacuna de la verola per inserir dos gens del SARS-CoV-2.
- La Universitat de Saragossa investiga amb una possible modificació d'una vacuna anomenada MTBVAC, ja en desenvolupament, contra la tuberculosi. Actualment es troba en fases preclíniques finals, i ja se n’està analizant la immunitat específicament respecte al SARS-CoV-2.